# Temple de Saturne

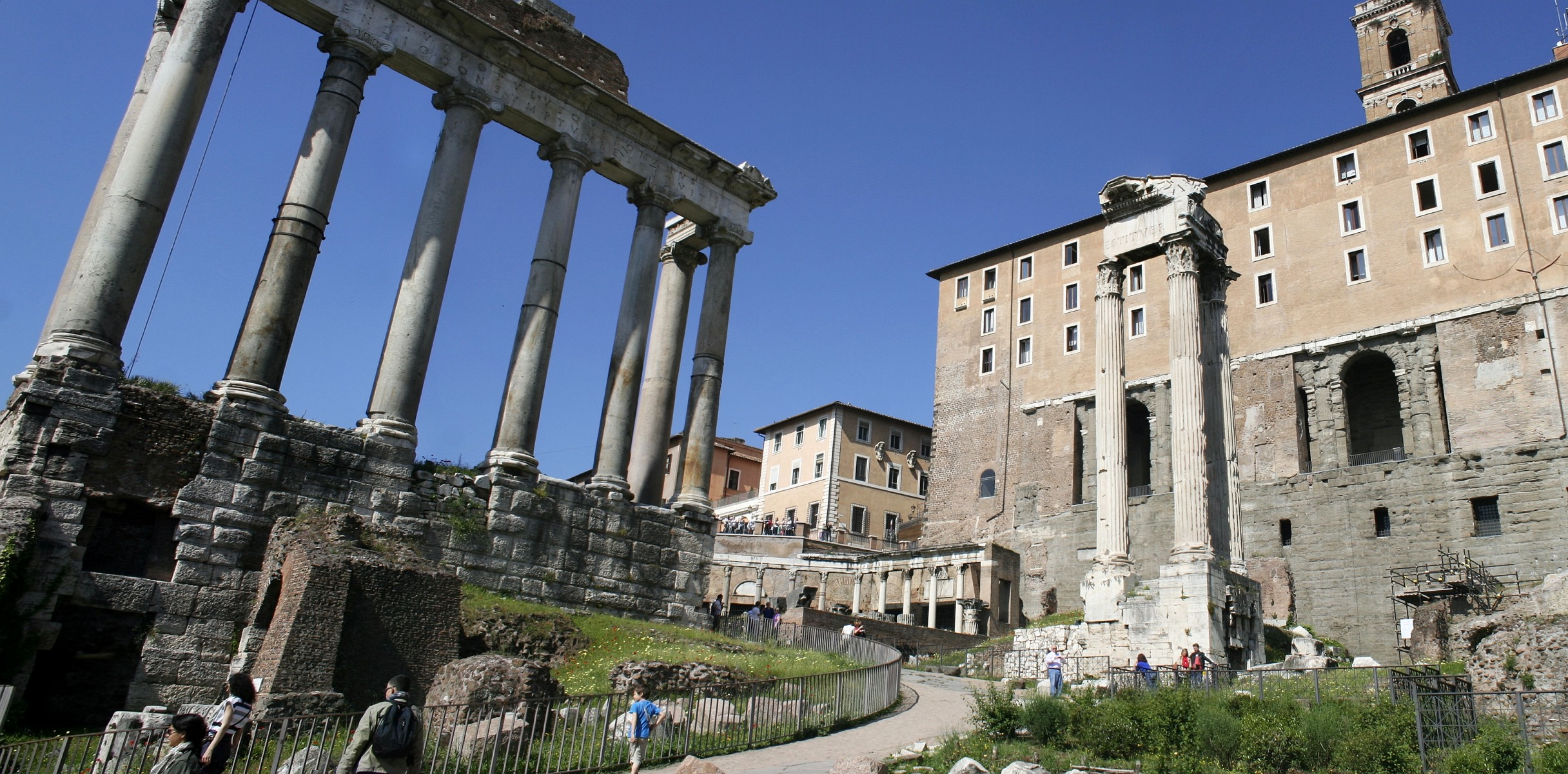
À gauche, le temple de Saturne. À droite, le temple de Vespasien. Entre les deux débute la Montée du Capitole.

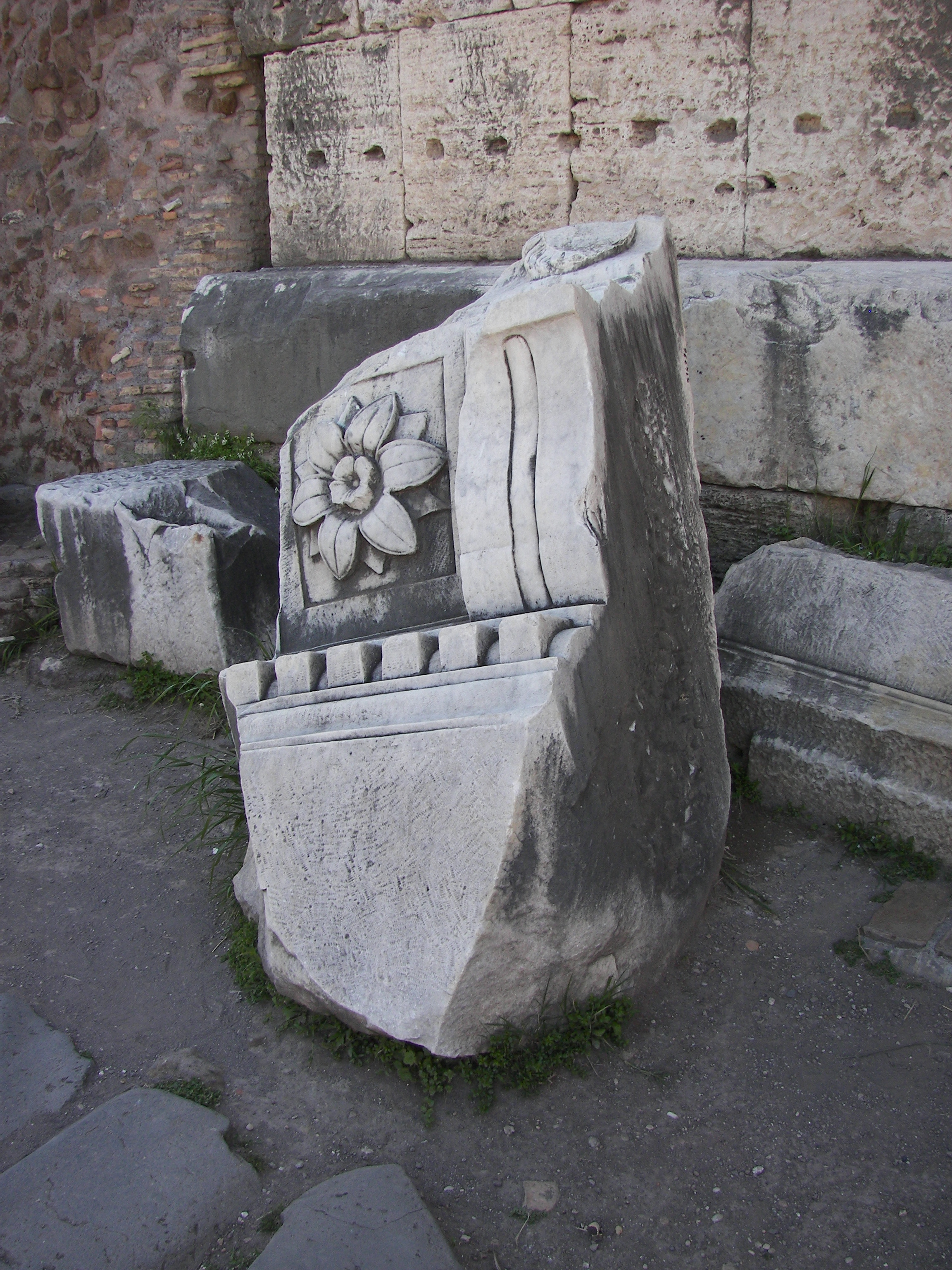
Morceau de la corniche du temple.

Le temple de Saturne (en latin : Templum ou Aedes Saturni) est l'un des plus anciens temples romains construits autour du Forum romain. Dédié à Saturne, sa construction commence peut-être sous la Royauté romaine à l'instigation du roi Tarquin le Superbe ou au début de la République romaine. Sous la République, une pièce aménagée dans le temple ou à proximité immédiate abrite des documents officiels de l'État et le trésor public (Ærarium).

## Localisation
Faisant face au nord, il est établi dans le coin sud-ouest du Forum Romain (in Foro Romano, sub Clivo Capitolino,), au pied du versant oriental de la colline du Capitole, à proximité de la basilique Julia. En avant du temple, une rue pentue, portion de la Via Sacra, relie le Vicus Iugarius au Clivus Capitolinus. Juste avant l'intersection des deux voies, enjambant le Vicus Iugarius, se dresse l'arc de triomphe que Tibère a fait élever en 16 apr. J.-C. pour commémorer les victoires de Germanicus et dont les fondations sont encore visibles entre le temple et la basilique (voir le plan).

## Fonction

### Le culte de Saturne
Le culte de Saturne est un des cultes les plus anciens de Rome. La tradition fait du dieu déchu Saturne, réfugié dans le Latium, le fondateur d'une cité mythique sur le Capitole, Saturnia. La divinité aurait alors appris aux Romains à cultiver la terre. Un autel lui était dédié au pied de la colline et c'est en avant de cet autel archaïque qu'est construit le temple. Chaque année se déroulent les Saturnales, durant le mois de décembre, fêtes où les esclaves étaient « libres », exceptionnellement exemptés du devoir de servir. Selon la tradition qui s'est perpétuée, les festivités donnent lieu à des échanges de cadeaux.

### L'Aerarium
Sous la République, le temple abrite le trésor public de l’État (Ærarium ou Ærarium populi Romani) géré par deux questeurs dont l'un a la responsabilité des clés de la salle aménagée dans le temple,. L'Ærarium devait être entreposé dans la cella du temple ou une pièce située sous l'avant-corps du podium. Le temple de Saturne a été choisi comme lieu de dépôt du trésor car, selon la légende, aucun vol n'aurait été commis à l'époque où Saturne régnait en Italie. De plus, sous son règne, le concept de propriété privée n'existait pas, donc tout ce qui est entreposé dans son temple est considéré comme un bien commun.
Les questeurs sont remplacés par deux édiles par Jules César en 45 av. J.-C. puis par deux préfets de rang prétorien à partir de 29 av. J.-C., mais à cette époque, l'Aerarium n'est plus déposé dans le temple de Saturne puisque vers la fin de la République, peu après 45 av. J.-C., il est déplacé dans un autre bâtiment (peut-être le temple de Junon Moneta) tandis que les autres archives sont transférées au Tabularium. L'activité principale de ces magistrats est de gérer les recettes et les dépenses, tâche symbolisée par la présence de deux balances dans le temple,.
Parmi les documents les plus importants déposés dans l'Aerarium, on trouve des copies des lois gravées dans le bronze (leges) et des senatus consulta, qui ne sont applicables qu'à partir du moment où ces copies sont archivées, les locationes pour les contrats publics, les registres de dettes dues à l'État tenus par les censeurs, les comptes des activités financières des promagistrats, une liste des décisions d'ordre financier prises par le Sénat et d’autres registres importants,. Ces documents officiels pouvaient être fixés à l'extérieur sur un grand panneau le long du haut podium afin d'être lus par tout le monde.
Le trésor déposé dans cette pièce abrite également en temps de paix les enseignes des différentes légions,,,.

## Histoire

### Antiquité

#### Construction et première consécration
Les auteurs antiques ne s'accordent pas sur la date de fondation du temple ni sur le choix de son emplacement,. Selon Tite-Live, la construction débute sous le consulat de Titus Larcius Flavus et de Quintus Cloelius Siculus, en 498 av. J.-C. Il aurait été achevé en 497 av. J.-C. où il aurait été consacré par les consuls Aulus Sempronius Atratinus et Marcus Minucius Augurinus,. Mais selon Denys d'Halicarnasse, c'est durant le premier consulat de Titus Larcius Flavus avec Postumius Cominius Auruncus pour collègue qu'est décidée la construction. Le Sénat aurait chargé par décret Postumius Cominius Auruncus de dédicacer le temple. L'anniversaire de cette consécration, le 17 décembre, marque le début de la fête des Saturnales, ou à l'inverse, a été délibérément fixé à cette date pour correspondre aux festivités plus anciennes.
Macrobe rapporte que Tullus Hostilius a dédié un autel à Saturne pour célébrer sa victoire sur les Sabins. Il aurait par la suite institué les Saturnales. Ce lieu de culte, qui est peut-être à l'origine du temple de Saturne, est qualifié de fanum ; il peut n'avoir eu aucun lien avec le temple républicain et correspondre à l'autel situé à proximité des rostres impériaux. Selon une autre tradition rapportée par Macrobe et Varron, le temple a été voué par Tarquin le Superbe, dernier roi de Rome, et construit peu avant qu'il ne soit déposé. Il s'agissait de proposer en compensation un nouveau lieu de culte pour cette divinité associée au Capitole, mais dont elle avait été exclue par la construction du temple de Jupiter Capitolin dédiant la colline à la triade étrusque Jupiter, Junon et Minerve. La construction n'aurait pas été achevée au moment de l'expulsion des Tarquins et les travaux seraient restés en suspens. Ils auraient été repris une décennie plus tard pour le compte des magistrats en fonction à ce moment. Quoi qu'il en soit, le temple n'aurait été consacré une première fois qu'entre 501 et 497 av. J.-C.

#### Deuxième consécration
Le temple semble avoir été de nouveau consacré par un Lucius Furius, tribunus militum, après la deuxième moitié du Ve siècle av. J.-C. En 174 av. J.-C., un portique est construit entre le temple et la Curie Hostilia sur le Comitium, fermant d'une colonnade l'extrémité nord-ouest du Forum Romain.

#### Reconstruction de Lucius Munatius Plancus

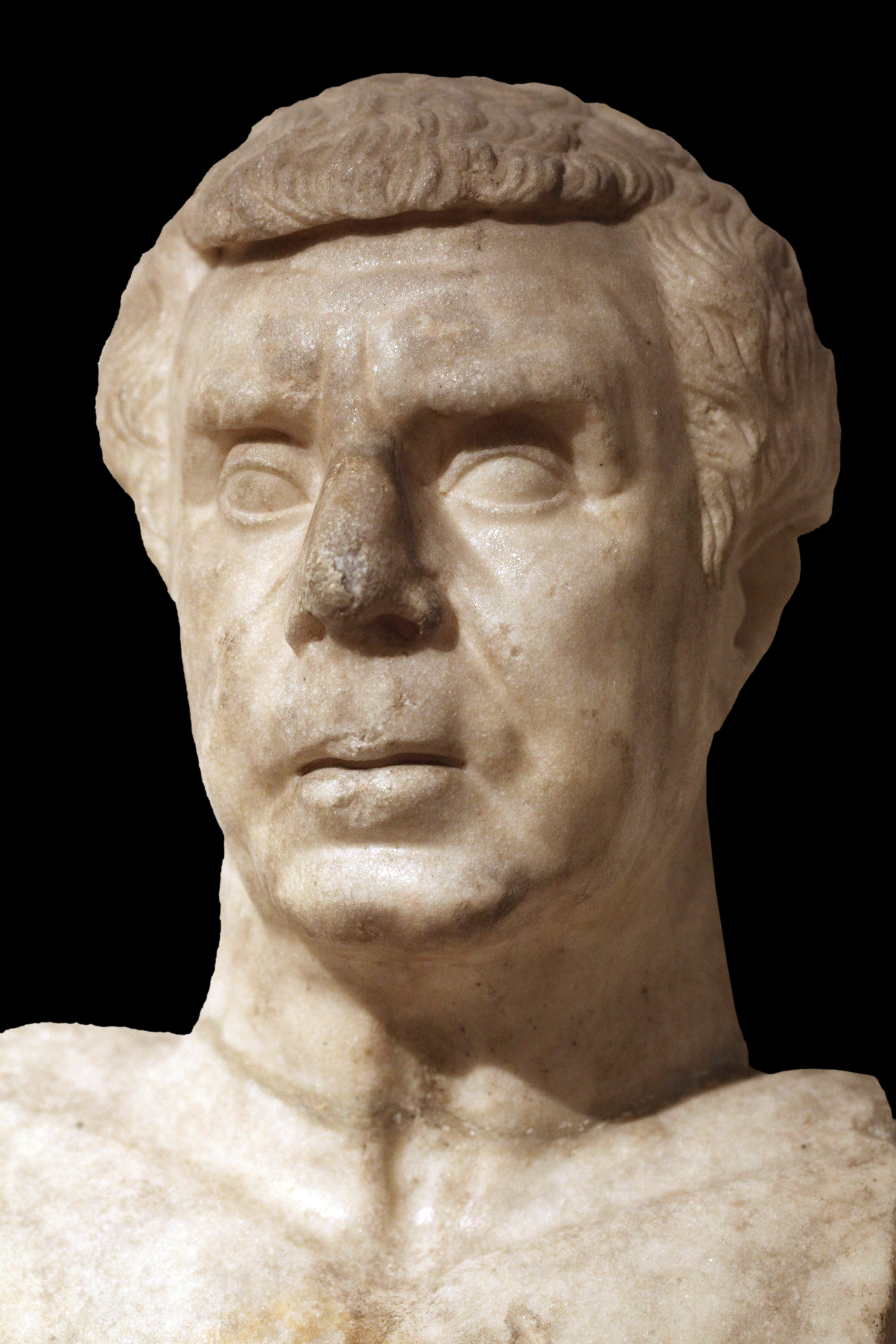
Buste présumé de Lucius Munatius Plancus.

En 42 av. J.-C., le temple républicain de style toscan, qui a certainement conservé son apparence archaïque du Ve siècle av. J.-C., est entièrement reconstruit selon un style hellénistique par Lucius Munatius Plancus,, qui finance les travaux grâce au butin amassé lors de ses victoires sur les peuples alpins de Rhétie,. L'avancée des travaux semble irrégulière, perturbée par la lutte politique, puis la guerre civile qui oppose Octavien à Marc-Antoine dont Munatius Plancus est un partisan. Néanmoins, Plancus finit par rejoindre le camp d'Octavien en 32 av. J.-C., quelques mois avant sa victoire sur Marc-Antoine à Actium. Les travaux à Rome reprennent et la reconstruction du temple de Saturne est achevée vers la fin des années 30 av. J.-C. Il s'agit d'un des derniers exemples de financement de travaux de restauration d'un monument important par un particulier extérieur à la famille impériale,. Le temple est mentionné par Tacite pour l'année 16 apr. J.-C. alors qu'il signale la construction d'un arc de triomphe à proximité.

#### Dernières restaurations après l'incendie de Carin
Une importante restauration, voire une reconstruction, a lieu après le grand incendie du règne de Carin en 283, peut-être au début du IVe siècle, toutefois il est peu probable que le temple ait alors été endommagé, n'étant pas mentionné par les auteurs antiques qui fournissent une liste des dégâts matériels relativement précise. Le temple est restauré une dernière fois entre 360 et 380, période où on assiste à un renouveau des cultes païens. Lors de ces deux dernières restaurations, les matériaux ont été récupérés sur d'autres monuments comme l'attestent les disparités entre les bases des colonnes, de trois types différents, les fûts des colonnes qui proviennent du forum de Trajan et les modillons de la corniche qui sont d'époque augustéenne.

### Vestiges
Les ruines du temple visibles aujourd'hui comprennent huit colonnes aux fûts lisses et une partie de l'entablement, datant probablement de la restauration du IVe siècle. Les vestiges de l'imposant podium en opus caementicium revêtu de travertin et qui sert de soubassement datent de la reconstruction de Lucius Munatius Plancus.

## Description
| Plan du temple après la reconstruction de Munatius Plancus. |

| Proposition de reconstitution du temple augustéen, élévation principale. |

| Proposition de reconstitution du temple augustéen, élévation latérale. |

| Proposition de reconstitution du temple augustéen d'après Patrizio Pensabene, perspective isométrique. |

| Proposition de reconstitution du temple augustéen d'après Luigi Canina, perspective isométrique. |

| Proposition de reconstitution du temple augustéen d'après Giuseppe et Piero Maria Lugli, perspective isométrique. |

### Le temple archaïque
À l'intérieur des vestiges de l'imposant podium du temple d'époque impériale. ont été mis au jour les restes du soubassement d'époque républicaine qui se compose de quatre murs en tuf cappellaccio en opus quadratum hauts d'un maximum de dix rangées de pierre. Les vestiges de ces murs sont longs de 3 mètres pour une hauteur maximale de 3,92 mètres. Étant donné la situation du temple par rapport au Capitole et la différence de niveau entre chaque côté d'environ 6 mètres, le temple archaïque de style toscan devait se dresser sur une terrasse servant de soubassement, peut-être accessible depuis le Clivus Capitolinus adjacent.

### Le temple restauré

#### Architecture extérieure
Les restitutions modernes du temple de Saturne s'appuient pour une grande part sur les travaux des archéologues Giuseppe Lugli et Piero Maria Lugli. Toutefois, cette reconstruction se base sur un fragment de la Forma Urbis portant l'inscription incomplète ORDIA, complétée en CONCORDIA et identifiée comme représentant la zone du Forum Romain occupée par le temple de la Concorde, le temple de Vespasien et le temple de Saturne,. Une hypothèse plus récente propose d'identifier ce fragment comme représentant une zone de l'Aventin, autour du temple dédié à Venus Verticordia, ce qui rendrait les premières tentatives de reconstruction partiellement caduques, surtout en ce qui concerne l'escalier frontal.
Le temple occupe l'extrémité orientale d'un espace plus vaste (Area Saturni) qui comprend une large zone à l'arrière de l'édifice. Après la reconstruction de Plancus, le temple est long de 40 mètres et large de 22,5 mètres. Il est pseudo-périptère hexastyle d'ordre ionique et conserve malgré ses nombreuses reconstructions et le réemploi de nombreux éléments issus d'autres monuments (spolia) les traits particuliers aux temples italiques, comme le fait de se dresser sur un haut podium, de 24 mètres de large sur 33 mètres de long, qui s'élève à neuf mètres au-dessus de l'esplanade du Forum. Le podium est construit en opus caementicium dissimulé par des blocs de travertin recouvert de marbre.
Les six colonnes en façade de treize mètres de haut comportent des fûts lisses de 1,35 mètre de diamètre à la base et de 11,65 mètres de haut, en granit gris égyptien du Mons Claudianus, les autres sur les côtés sont en granit égyptien rose. Les chapiteaux ioniques en marbre blanc de Thasos datent d'une restauration durant l'Antiquité tardive. Ils se composent de quatre faces avec les volutes disposées en diagonale. Les bases des colonnes sont ornées de moulures rappelant la forme d'une corde (hypotrachelion).
On accède au pronaos grâce à un grand escalier frontal dont les proportions et la disposition par rapport au temple ne sont pas connues précisément. Selon une première hypothèse, l'escalier ne couvrirait que le tiers de la façade et serait encadré par deux grands éléments rectangulaires qui prolongeraient le podium sous la forme d'une terrasse,. Selon une deuxième hypothèse, la présence de ces deux éléments est issue de l'étude du fragment de la Forma Urbis dont l'identification est erronée et l'escalier couvrirait alors toute la largeur du temple malgré la différence d'altitude entre le Vicus Iugarius d'un côté du temple et le Clivus Capitolinus de l'autre côté. Enfin, selon une troisième hypothèse, la différence de niveau entre les deux côtés du temple n'ont permis que de construire un escalier plus étroit menant à une première terrasse à partir de laquelle on entame un deuxième escalier qui est aussi large que la façade. Son intérêt est de rendre compatible la largeur du premier escalier avec l'emplacement supposé de la jonction entre le Vicus Iugarius et le Clivus Capitolinus, tel qu'on le voit sur la carte de Ashby & Platner. Le porche (pronaos) est profond de trois entrecolonnements, soit un quart de la longueur totale de l'édifice, des proportions typiques du temple romain de la fin de la République et du début de l'Empire. Au-delà du porche, les colonnes latérales sont engagées dans les murs extérieurs de la cella.

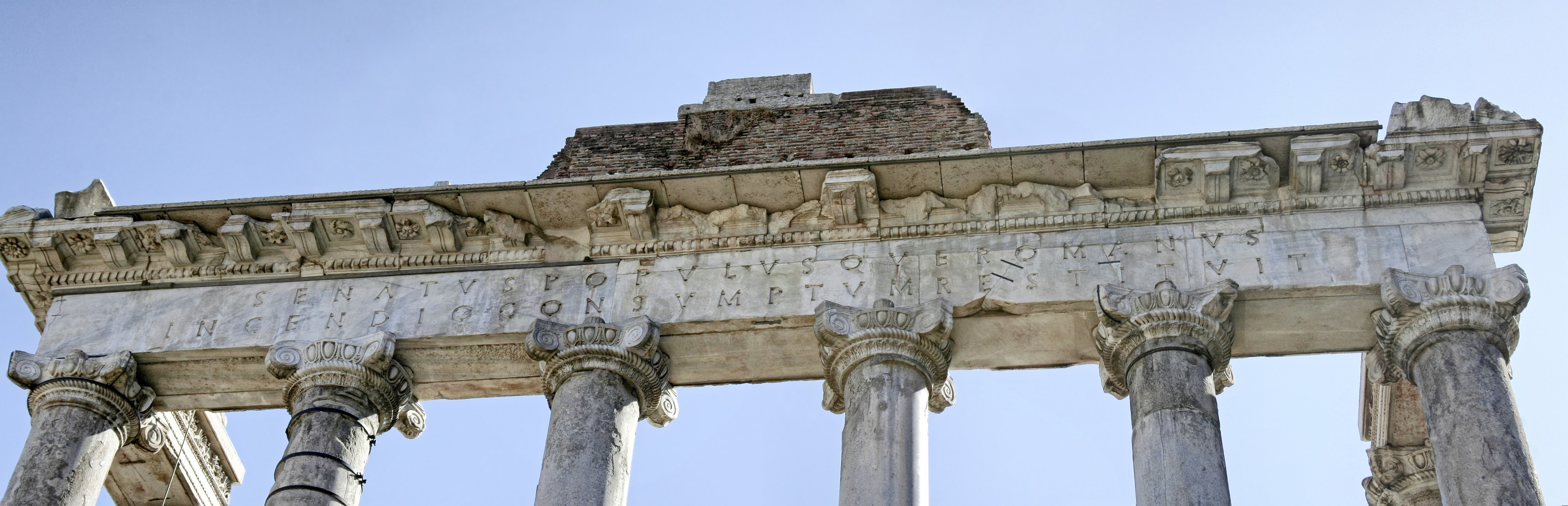
Entablement et inscription dédicatoire du temple de Saturne.

Sur l'entablement frontal, la frise et l'architrave ont été inversées afin d'y graver l'inscription suivante : SENATVS POPVLVSQVE ROMANVS | INCENDIO CONSVMPTVM RESTITVIT, soit « le Sénat et le Peuple romain ont reconstruit [le temple] détruit par un incendie », faisant probablement référence à l'incendie de Carin. Les motifs ornant l'entablement du temps d'Auguste sont dorénavant visibles depuis l'intérieur du pronaos. D'après Macrobe, les acrotères du fronton sont décorés par des groupes statuaires représentant des tritons et des chevaux.

« J'ajouterai qu'on posait sur le faîte des temples de Saturne des Tritons, la trompette en bouche ; parce que, depuis son époque jusqu'à la nôtre, l'histoire est claire et comme parlante ; tandis qu'elle était auparavant muette, obscure et mal connue ; ce qui est figuré par la queue des tritons, plongée et cachée dans l'eau. »

— Macrobe (trad. de M. Nisard, 1875), Saturnales, livre I, VIII.

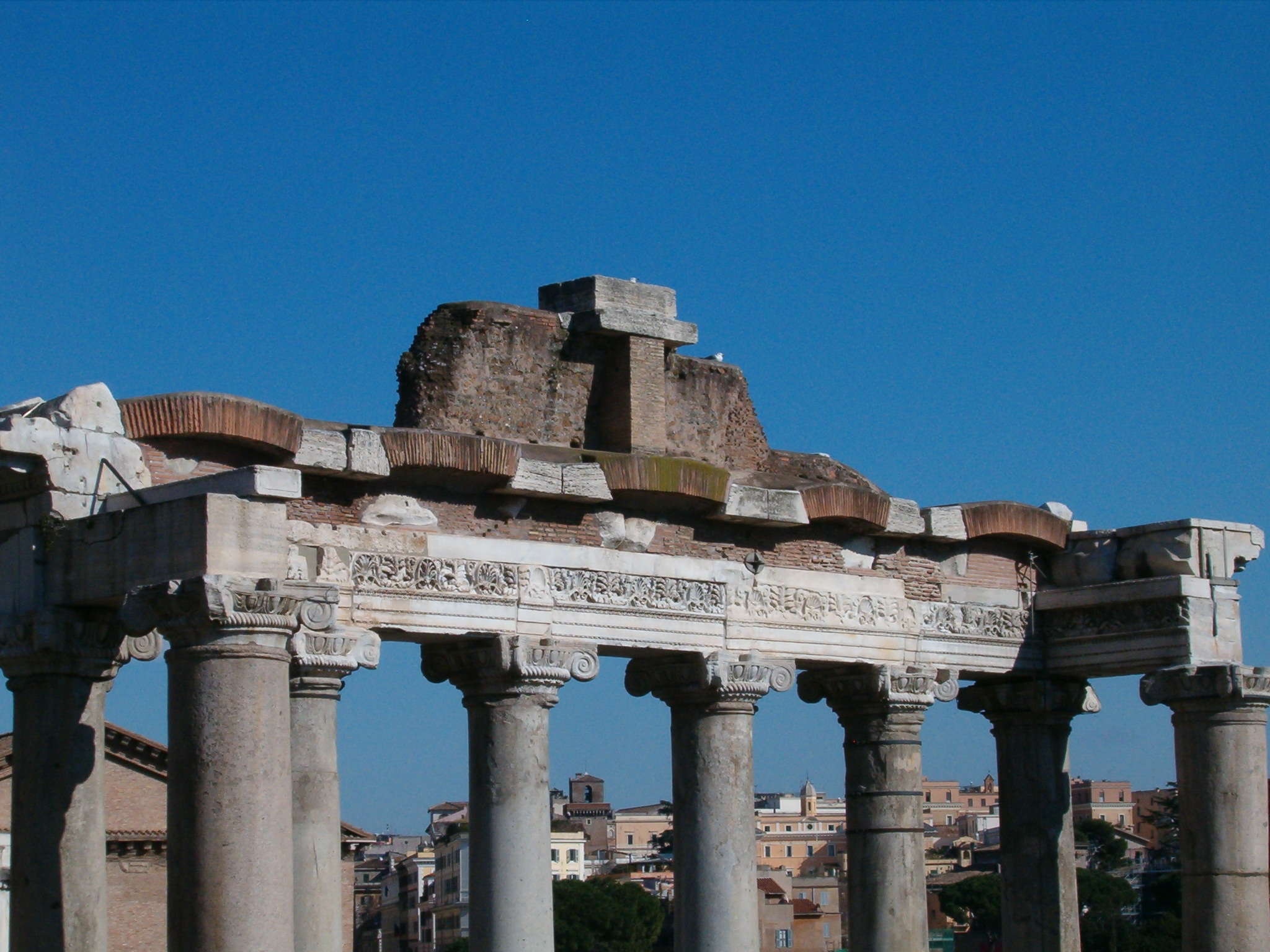
Détail de l'intérieur de l'entablement.
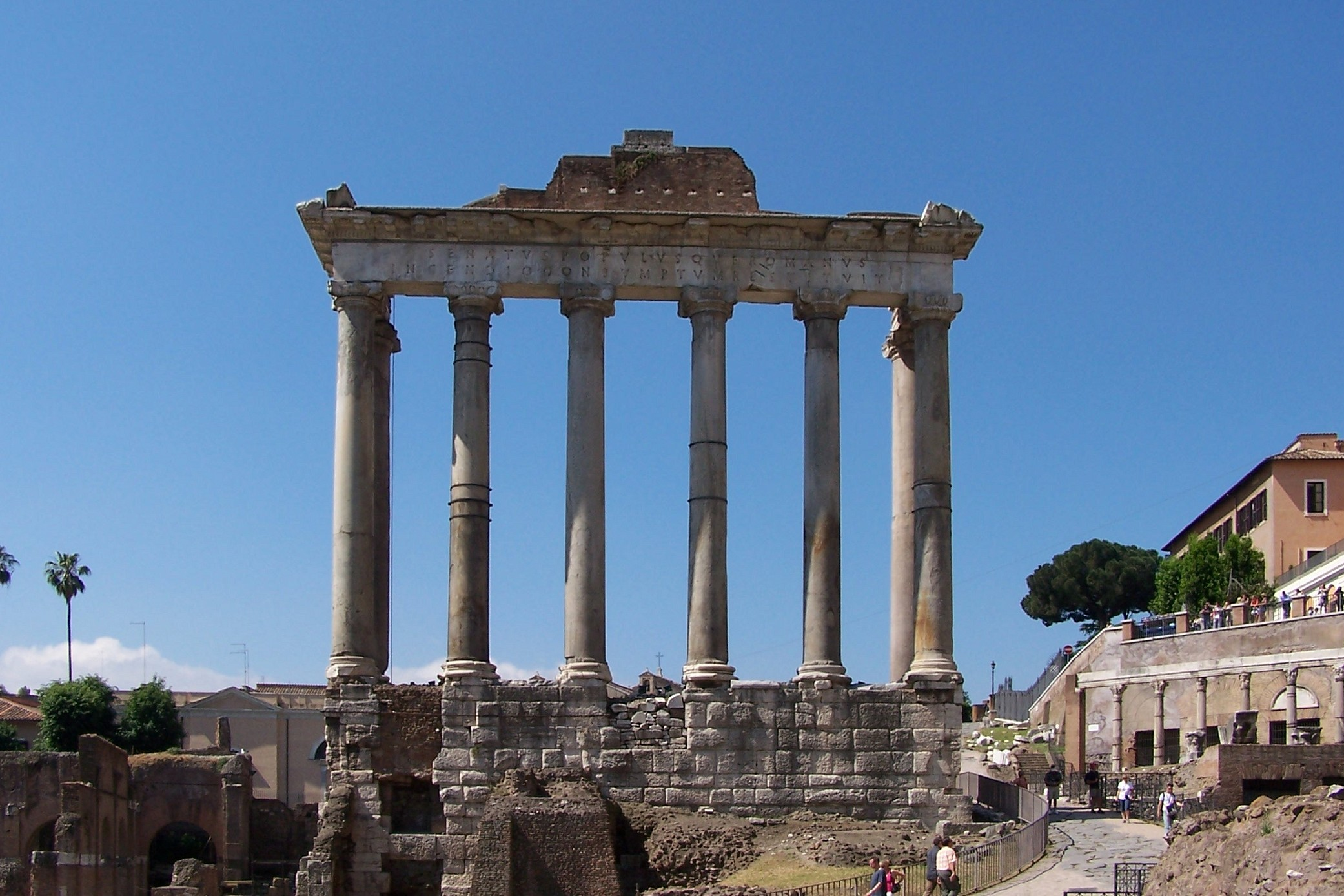
Le temple de Saturne vu de face depuis le Forum Romain.
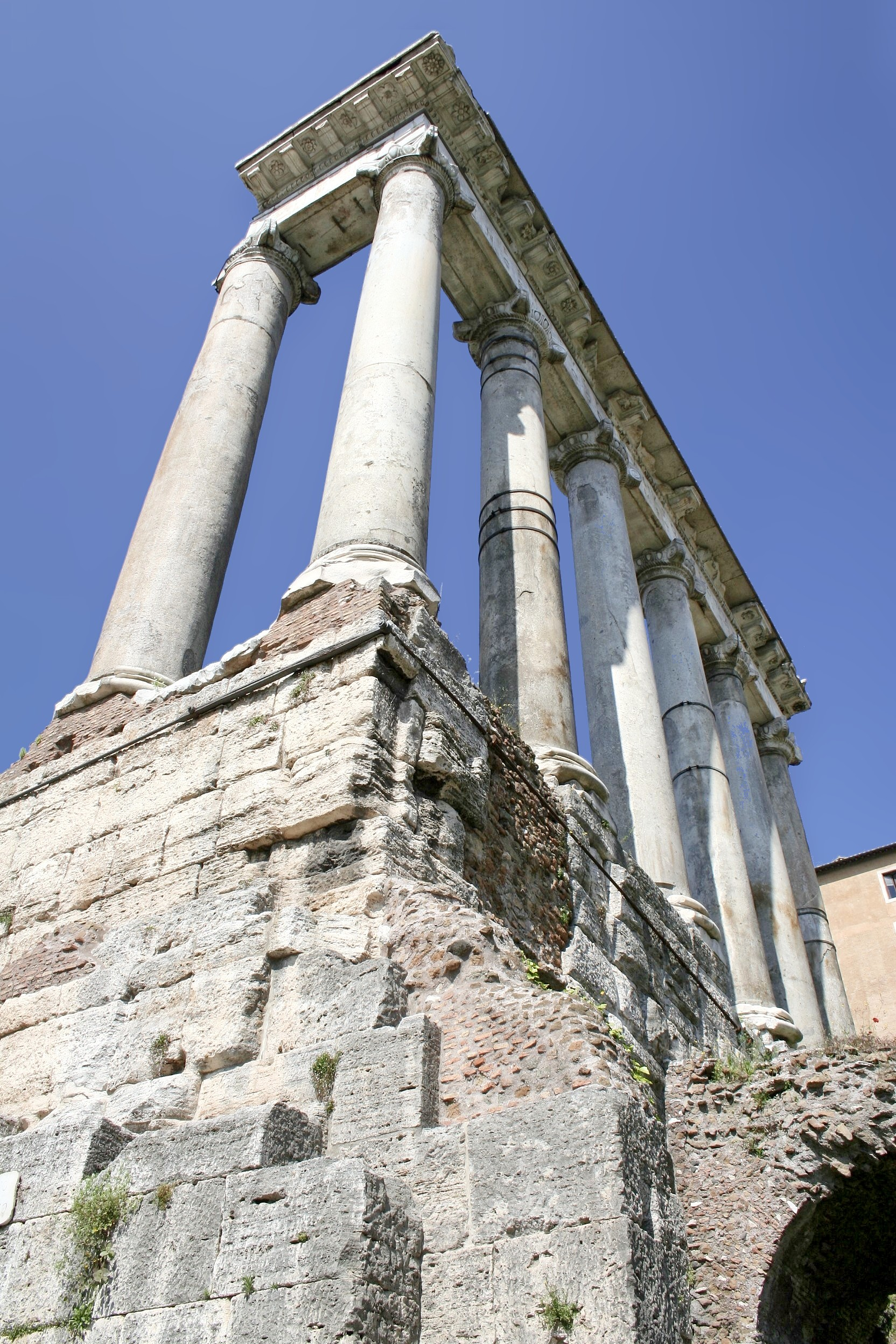
Le temple vu en contrebas avec l'imposant soubassement.

#### Décoration intérieure
Selon les sources antiques, la statue de Saturne dans la cella, taillée dans le bois et remplie d'huile d'olive pour empêcher le bois de se dégrader, est recouverte d'un voile et munie d'une faux. Les jambes de la statue sont enroulées dans des bandes de laine qui ne sont retirées que le 17 décembre, premier jour des Saturnales.

« Verrius Flaccus dit qu'il ignore pourquoi Saturne est représenté dans des entraves. Voici la raison que m'en donne Apollodore. Il dit que Saturne est enchaîné durant l'année, d'un lien de laine, qu'on délie le jour de sa fête, au mois de décembre, où nous nous trouvons ; et que de là est venu le proverbe que : « les dieux ont les pieds de laine ». […] On dit qu'il est lié, parce que les diverses portions du temps sont unies ensemble par les lois régulières de la nature ; ou bien parce que la substance des fruits est formée de nœuds et de fibres enlacés. Enfin, la fable veut que sa faux soit tombée en Sicile, parce que cette contrée est très fertile. »

— Macrobe (trad. de M. Nisard, 1875), Saturnales, livre I, VIII.

### Localisation de l'Aerarium
Les vestiges dans leur état actuel laissent penser que l'intérieur de l'escalier frontal était creux afin d'y aménager une petite pièce qui a été identifiée à l'Aerarium. La pièce n'est pas aussi haute que ce qu'elle aurait pu être en profitant de l'espace sous les marches et est relativement étroite, large d'une ou deux chambres voûtées parallèles. Selon l'archéologue italien Giuseppe Lugli, la pièce pouvait atteindre 4,80 mètres de large pour 9,15 mètres de profondeur. Une ouverture située au centre de la largeur orientale, un peu moins haute que la taille d'un homme et dont seul le seuil en marbre subsiste, permettait d'accéder à cet espace depuis le Forum,. Les blocs formant le seuil sont percés de deux rangées de petits trous, la rangée extérieure étant quasiment alignée avec la façade. Selon une première hypothèse, ces trous pouvaient correspondre à une porte en forme de herse mais la présence de plomb indiquerait plutôt que l'ouverture a été convertie en une fenêtre équipée de barreaux scellés dans ce métal.

### Ouvrages généraux
- (en) Samuel Ball Platner et Thomas Ashby, A topographical dictionary of Ancient Rome, Londres, Oxford University Press, 1929, 608 p.
- (en) Filippo Coarelli, Rome and environs : an archaeological guide, University of California Press, 2007, 555 p. (ISBN 978-0-520-07961-8, lire en ligne)
- Luc Duret et Jean-Paul Néraudau, Urbanisme et métamorphose de la Rome antique, Les Belles Lettres, coll. « Realia », 2001
- (en) Lawrence Richardson, A New Topographical Dictionary of Ancient Rome, Baltimore, (Md.), Johns Hopkins University Press, 1992, 488 p. (ISBN 0-8018-4300-6)
- (en) Amanda Claridge, Rome : an Oxford archaeological guide, Oxford University Press, 2010, 288 p. (ISBN 978-0-19-954683-1, lire en ligne)
- (en) John W. Stamper, The architecture of roman temples : the Republic to the middle Empire, Cambridge, Cambridge University Press, 2005, 287 p. (ISBN 0-521-81068-X, lire en ligne)
- (en) Charlotte R. Potts, Religious Architecture in Latium and Etruria : circa 900-500 BC, Oxford University Press, 2015, 296 p.

### Ouvrages sur le temple
- (en) Carlos F. Noreña, « Saturnus, Aedes », Digital Augustan Rome,‎ 2008 (lire en ligne)
- (it) Filippo Coarelli, « Saturnus, aedes », dans Eva Margareta Steinby (dir.), Lexicon Topographicum Urbis Romae : Volume Quarto P - S, Edizioni Quasar, 1999, 520 p. (ISBN 88-7140-135-2), p. 234-236
- (en) Lawrence Richardson, « The Approach to the Temple of Saturn in Rome », American Journal of Archaeology, Archaeological Institute of America, no 84,‎ 1980, p. 51–62
- (it) Patrizio Pensabene, Tempio di Saturno : architettura e decorazione, Rome, De Luca, coll. « Lavori e Studi di Archeologia Pubblicati dalla Soprintendenza Archeologica di Roma » (no 5), 1984, 181 p.
- (en) Fergus Millar, « The Aerarium and Its Officials under the Empire », The Journal of Roman Studies, Society for the Promotion of Roman Studies, vol. 54,‎ 1964, p. 33-40
- (en) Einar Gjerstad, « The Temple of Saturn in Rome : Its Date of Dedication and the Early History of the Sanctuary », dans M. Renard (dir.), Hommages à Albert Grenier, Bruxelles, 1962, p. 757-762
- (it) G. Morganti, « Foro Romano : intorno ad un restauro del tempio di Saturno », Bollettino di archeologia, vol. 9,‎ 1991, p. 141-155